# Citroën GTbyCitroën
De Citroën GTbyCitroën is een conceptauto van het Franse merk Citroën. De auto is de eerste auto volledig bedoeld voor een virtuele wereld.

## Gran Turismo 5

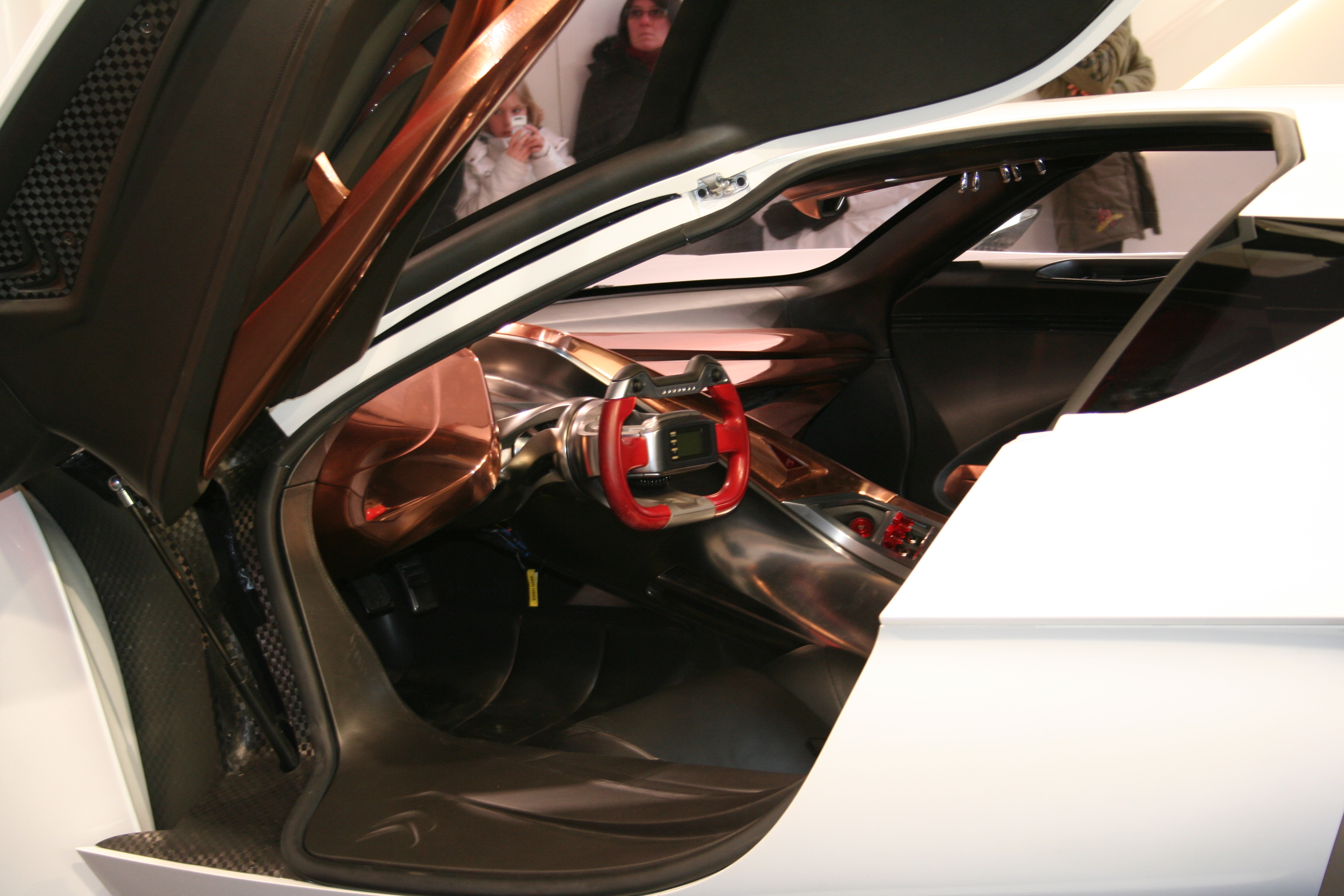
Interieur van de GTbyCitroën

De GTbyCitroën is speciaal ontworpen voor het videospel Gran Turismo 5. De auto is gemaakt door Citroën in samenwerking met Polyphony Digital, de maker van het spel. In het spel wordt de auto aangedreven door een brandstofcel.